# Resident Evil 7: Biohazard
Resident Evil 7: Biohazard (zapisywane jako RESIDENT EVII. biohazard) – japońska gra komputerowa z gatunku survival horror wyprodukowana i wydana przez firmę Capcom na komputery z systemami Windows oraz na konsolę PlayStation 4 i Xbox One. Premiera odbyła się 24 stycznia 2017. W przypadku PlayStation 4 gra obsługuje technologię VR.
Ethan Winters udaje się do opustoszałej rezydencji, domu rodzinnego Bakerów. Protagonista musi odszukać swoją żonę.

## Odbiór gry
Gra spotkała się z bardzo dobrym przyjęciem ze strony krytyków. Plusy to trzymającą w napięciu historia i fabuła, a także nowy widok gry FPP. Chwalono również użycie technologii VR w PlayStation 4.